# 卡巴略峰

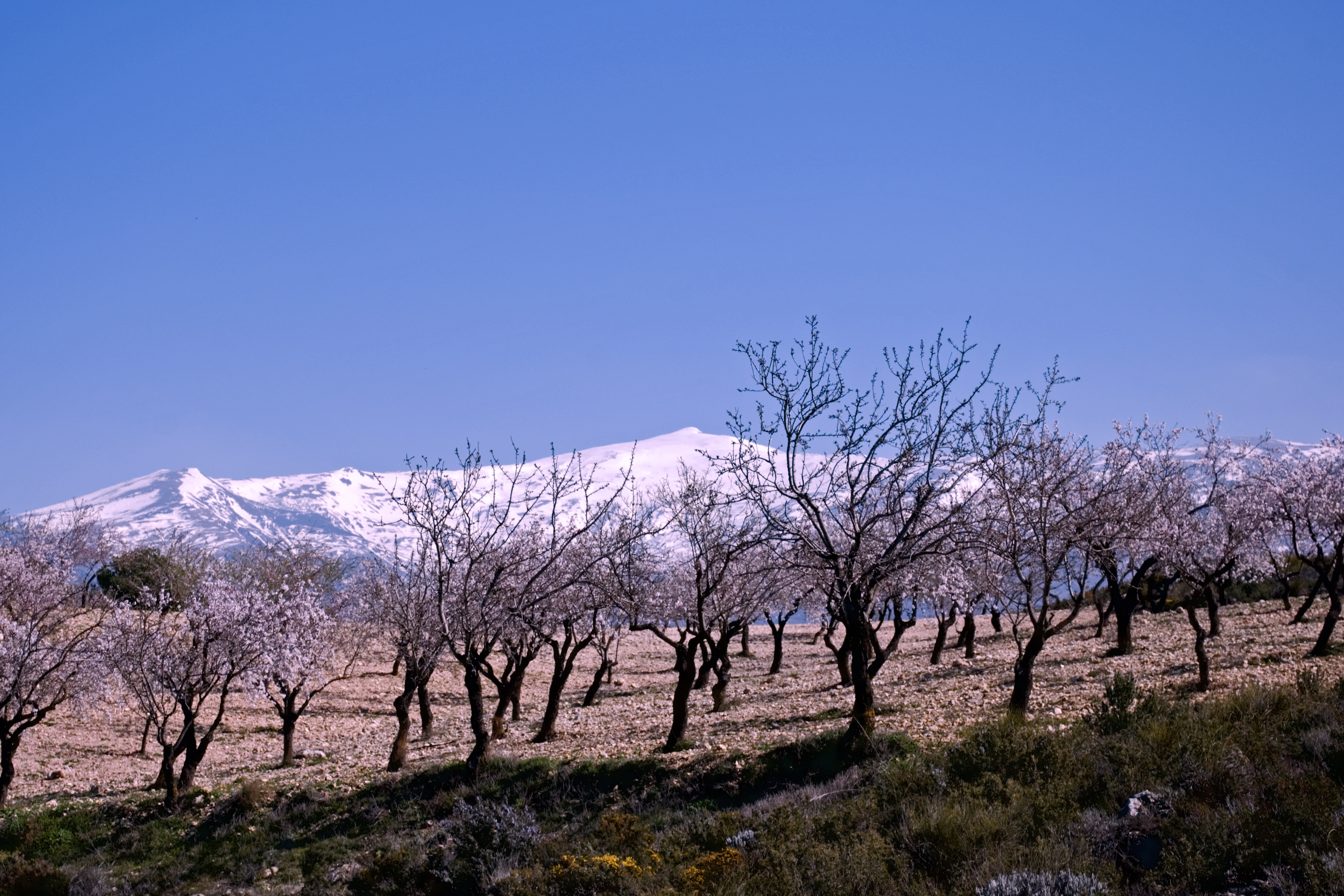

37°0′39″N 3°26′25″W / 37.01083°N 3.44028°W
卡巴略峰（西班牙語：Pico del Caballo），是西班牙的山峰，位於該國南部格拉納達省，屬於佩尼貝蒂科山脈中內華達山脈的一部分，海拔高度3,011米，山體由片岩組成。